# Lait de poule
Pour les articles homonymes, voir Eggnog.

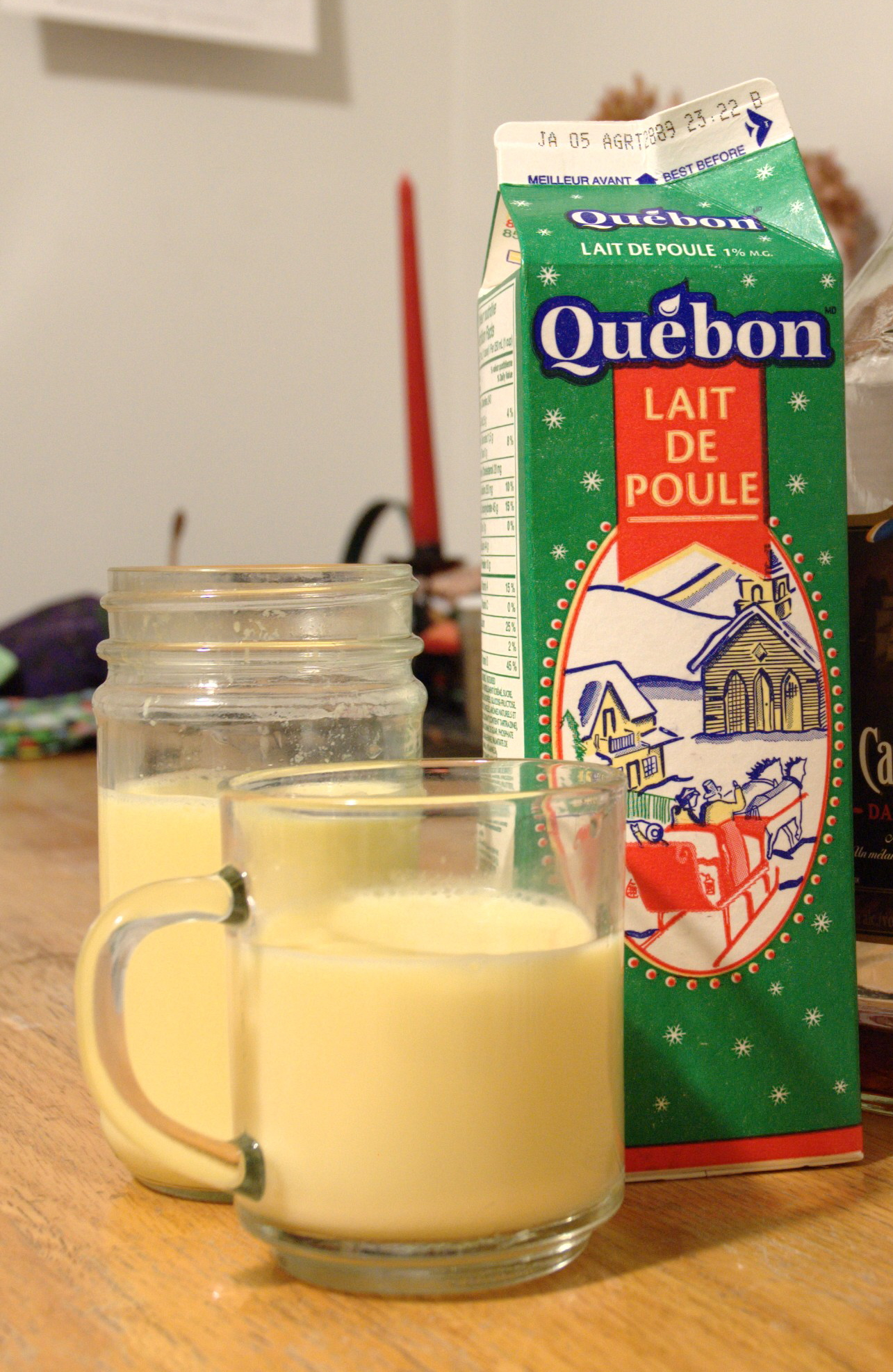
Carton et verres de lait de poule.

Le lait de poule est une boisson à base de lait, de crème, de sucre et de jaune d'œuf parfumée à la noix de muscade ou à la cannelle que l’on sert traditionnellement le soir de Noël, mais qui est aussi consommée pendant l’hiver. La version traditionnelle du lait de poule inclut une eau-de-vie comme du rhum, un brandy ou du whisky.
Il peut être servi dans un bol à punch, mais il peut aussi être préparé à l’aide d’un shaker, et figure dans tous les recueils de recettes de cocktails. En Amérique du Nord et au Luxembourg, la version non alcoolisée est souvent disponible dans les magasins et les cafés pendant la période des fêtes de fin d’année, et tout au long de l'année en Australie. Les versions toutes prêtes et non alcoolisées ont vu le jour dans les commerces à partir des années soixante. Une version alcoolisée nommée Eierlikör ou liqueur aux œufs, comportant aussi du miel est très populaire en Allemagne et aux Pays-Bas. Une autre version, non alcoolisée avec des bananes en plus est populaire en Afrique du Nord.

## Ingrédients traditionnels
Ses ingrédients principaux, outre le lait et les jaunes d’œufs, incluent crème, sucre, auxquels on ajoute du bourbon (qui est le whisky américain à base de maïs), du rhum, du whisky (ou scotch en Écosse), du brandy ou un mélange de plusieurs de ces spiritueux, ainsi que de la noix de muscade. Des versions non alcoolisées sont commercialisées depuis les années 1960.

## Origine
L’origine de la boisson reste incertaine. Elle pourrait provenir d'Est-Anglie (Angleterre) et être une variante d'une boisson médiévale au lait chaud, le posset (en), à laquelle on prêtait des vertus reconstituantes,. Le posset médiéval, variante du zythogala, est une boisson faite de lait chaud caillé avec de la bière ou du vin, et souvent agrémentée d'épices et d'un ingrédient sucré. À partir du XIIIe siècle, le posset est amélioré en y ajoutant des œufs et devient une boisson consommée pendant la période hivernale. Le posset préparé avec du vin muté, notamment du xérès, est un signe de richesse au XVIIe siècle,. Le vin ou la bière du posset est parfois remplacé par de l'eau-de-vie, et en Amérique par du rhum, moins cher que les eaux-de-vie européennes, ou par du bourbon. En vogue au XIXe siècle, cette boisson est préparée par le pharmacien Homais dans Madame Bovary car, chaude ou froide, elle est réputée pour avoir des vertus roboratives et apéritives.

## Utilisation dans la cuisine
Il est possible d'utiliser du lait de poule pour imbiber du pain rassis et en faire du pain perdu. Le lait de poule est également utilisé dans des préparations de gâteaux comme par exemple le fudge crémeux au lait de poule qui est une pâtisserie composée de chocolat blanc, de cannelle, de muscade et de lait de poule.

## Occurrences dans la culture française
- En 1270, Saint Louis mourant refusa de prendre un lait de poule recommandé par ses médecins, car on était un jour de jeûne[9].
- En 1314, Philippe le Bel en refusa un dans le même cas[10].
- En 1857, Gustave Flaubert mentionne dans Madame Bovary : « Justin vint le chercher pour un lait de poule qu'il fallait faire. »
- En 1879, Guy de Maupassant fait dire à l'aubergiste dans Boule de suif : « Tu placeras mon lait de poule devant le feu. »
- En 1944, Jean Anouilh fait dire à la nourrice d'Antigone dans  Antigone : « Toujours à crier, à faire le chien de garde, à leur tourner autour avec des lainages pour qu'elles ne prennent pas froid ou des laits de poule pour les rendre fortes. »
- Marguerite Yourcenar avait l'habitude de se préparer son propre lait de poule, le eggnog qui lui servait à écrire ses romans. Elle en offrait aussi à sa famille et à ses voisins lors des fêtes. Le eggnog a la particularité d'avoir une forte teneur en alcool puisque dans la recette, le seuil de rhum n'allait jamais en deçà de 25 centilitres[11].